# Eliot Kennedy
Eliot Kennedy ist ein englischer Songwriter und Musikproduzent mit Sitz in Sheffield. Er hat mit Künstlern wie Bryan Adams, Gary Barlow, Janet Devlin, Five, Delta Goodrem, Lovers Electric, Lulu, S Club 7, den Spice Girls und The Wanted kollaboriert.

## Leben und Karriere
Kennedy begann im Alter von dreizehn Jahren gemeinsam mit seinem Bruder, Lieder zu schreiben, und gründete eine Band in seiner Schule in Rotherham, der Dinnington High School. Das Komponieren und die Studioarbeit interessierten ihn allerdings mehr als die Aufführung seiner Stücke. Er durchlief eine Ausbildung zum Toningenieur. Infolge eines Autounfalls machte er sich mit der ausgezahlten Versicherungssumme nach Kauf des nötigen Equipments als Ingenieur selbstständig, was ihn letztendlich auch zur Musikproduktion führte. Die erste bedeutende Band, in der er partizipierte, war „World Still Turns“, eine Studioband in Sheffield. Weitere Mitglieder waren der ehemalige Gospelsänger John Taylor und Tom Chester. Die Band erregte starkes Interesse bei den großen Plattenlabels. Sein erster Erfolg als Produzent war die Hitsingle „Independence“, der Titelsong des gleichnamigen Albums von Lulu aus dem Jahr 1993. Darauf folgten zahlreiche Projekte mit Pauline Henry, Dannii Minogue, Kenny Thomas und Take That.
2011 plante Kennedy ein Konzert in Sheffield, um Geld für seine Stiftung „One Song Foundation“ zu sammeln. Das Konzert bezeichnete sein 21. Jubiläum in der Musikindustrie.
2012 verlieh ihm die Sheffield Hallam University die Ehrendoktorwürde (DUniv) für seinen Beitrag zur Musikindustrie in der Region und für seinen besonderen Einsatz in der Wohltätigkeit, sowohl für seine eigene als auch für diverse andere Stiftungen.